# Robert Baldwin Sullivan
Robert Baldwin Sullivan, QC (Bandon, Irlanda; 24 de mayo de 1802 - Toronto, Canadá; 14 de abril de 1853) fue un abogado, juez y político canadiense de origen irlandés que se convirtió en el segundo alcalde de Toronto.

## Biografía
Sullivan nació en Bandon, Condado de Cork en Irlanda en 1802 y llegó a York (Toronto) con su familia en 1819. Estudió leyes y fue llamado a la barra en 1828. Se trasladó a Vittoria, en aquel entonces el distrito municipal del distrito de Londres, y se casaron en 1829, pero regresó a York después de la muerte de su esposa en 1830. Se volvió a casar en 1833.
En 1835, lo convocaron en el ayuntamiento y fue elegido para ser alcalde. Creó una empresa como la atmósfera al consejo con el oficial "ropas de oficina". El consejo trabajó en temas como las tasas de impuestos, subsidios y la eliminación de la "suciedad y ruido de las calles de la ciudad".
El 6 de mayo de 1835, el Comité del Consejo sobre el drenaje y la pavimentación aprobó la construcción del primer alcantarillado principal de la ciudad en la calle King en la que todos los desagües y las alcantarillas iban a ser conectadas.
En 1836, las acciones del nuevo Teniente Gobernador Francis Bond Head provocó la renuncia de los miembros del Consejo Ejecutivo de la provincia. Sullivan aceptó un nombramiento en el consejo. En el mismo año, se convirtió en comisionado de tierras de la corona. En 1839, fue nombrado inspector general de la provincia y se convirtió en un miembro del Consejo Legislativo. Aunque criticado por muchos como un traidor, fue un hábil administrador. Apoya la unión del Alto y el Bajo Canadá y fue nombrado miembro del Consejo Legislativo de las Provincias Unidas.
En 1848, lo designaron al Banco de la Reina
Falleció en Toronto en 1853.

## Familia
El Honorable Robert Baldwin Sullivan se casó con Emily Louisa Delâtre, hija del Teniente Coronel. Philip Delâtre, 1.er Regimiento de Ceilán, y su segunda esposa, Amey Scolding, el 24 de diciembre de 1833. Emily Louisa nació en Ceilán. La pareja tuvo cuatro hijos y cinco hijas. El juez Sullivan murió el 14 de abril de 1853. Su viuda se volvió a casar el 14 de junio de 1875, como segunda esposa del Hon. Sir Francis Hincks, CB, KCMG, ex Primer ministro de Canadá y, posteriormente, el Gobernador de las Islas de Barlovento y de la Guayana Británica. Lady Hincks murió en Montreal el 14 de mayo de 1880 a los 64 años de edad. Sir Francis Hincks murió en Montreal el 18 de agosto de 1885.